# شظايا الماضي (فلم)
شظايا الماضي فيلم مغربي للمخرج عبد الكريم الدرقاوي ومن إنتاج قناة دوزيم. وبطولة كل من عبد اللطيف هلال، عبد القادر مطاع، عزيز الحطاب، خاتمة العلوي، زكرياء عاطفي، هند مودن. كان أول عرض له يوم الخميس 20 مارس 2003.

## القصة
يحكي الفيلم، عن محامية شابة، تدافع عن والدها المتهم، متصدية لمظهر من مظاهر الفساد الذي تجذر في المجتمع والذي يجسده «الحاج السفوري»، هذه الشخصية التي ترمز إلى التسلط والاستغلال.